# Звелі Мхізе
Звелі Мхізе (англ. Zweli Mkhize, 2 лютого 1956, Вілловфонтейн, Пітермаріцбург) — південноафриканський лікар та політичний діяч, який був міністром охорони здоров'я ПАР з травня 2019 року до відставки 5 серпня 2021 року. Раніше він обіймав посаду міністра кооперативного управління та традиційних ремесел з 2018 по 2019, а до цього був п'ятим прем'єр-міністром Квазулу-Наталь з 2009 по 2013 рік.
Звелі Мхізе був активістом боротьби з апартеїдом в Умконто ве сізве, та починав полічну кар'єру в своїй рідній провінції Квазулу-Наталь, з особливим впливом у внурішній частині провінції. Він був членом виконавчої ради провінційного уряду між 1994 і 2004 роками, а в 2008 році був обраний провінційним головою Африканського національного конгресу (АНК). У 2012 році він здобув загальнонаціональне визнання, коли його обрали національним генеральним скарбником АНК на 53-й Національній конференції партії. Він також мав невдалу участь у президентській кампанії АНК на 54-ій Національній конференції у 2017 році.
На посаді міністра охорони здоров'я при президенті Сирілі Рамафосі Мхізе відіграв центральну роль у розробці заходів Південної Африки під час пандемії COVID-19. Однак у 2021 році він подав у відставку через звинувачення в тому, що він і його сім'я отримали неправомірну вигоду від державного контракту, укладеного міністерством охорони здоров'я з комунікаційною компанією «Digital Vibes».

## Раннє життя та кар'єра
Звелі Лоуренс Мкхізе народився 2 лютого 1956 року в Віллоуфонтейні на околиці Пітермаріцбурга в нинішній провінції Квазулу-Наталь. Він був п'ятим із 7 дітей. Звелі Мхізе належить до зулуського клану Мхізе, який раніше проживав у регіоні Нкандла, але на момент початку апартеїду в 1948 році його сім'я була зобов'язана працювати на фермі за договором про найм. Пізніше батько майбутнього міністра працював у відділі парків Пітермаріцбурзької корпорації, а його старші брати працювали на фермі, проте Звелі Мхізе продовжив здобувати освіту. Він відвідував середню школу в школі-інтернаті Длангезва в Зулуленді, де був сумлінним учнем. Пізніше Мхізе говорив, що протести проти апартеїду місцевого «дивака» Девіда Сесіла Оксфорда Матівейна спричинили його інтерес до політики.
У 1976 році, в рік повстання в Совето, Мхізе розпочав навчання в медичній школі Натальського університету, де він був членом представницької ради студентів. Мхізе закінчив університет зі званням бакалавра медицини у 1982 році, завершив стажування в лікарні Маккорд у Дурбані в 1983 році, та почав працювати в лікарні «Едендейл» у Пітермаріцбурзі в 1984 році.

## Активізм проти апартеїду
До середини 1980-х років Мхізе був членом Умконто ве сізве, підпільного збройного крила Африканського національного конгресу, який виступав проти апартеїду, і був пов'язаний з іншими діячами АНК у центральній частині Квазулу-Наталь, включаючи Гаррі Гвалу. Пізніше, в 1986 році, Мхізе поїхав у вигнання до Свазіленду. Згідно з даними Daily Maverick, його від'їзд із ПАР був пов'язаний з тим, що поліція звернула увагу на операцію під кодовою назвою «Метелик», за планом якої мали проводитись теракти на важливій інфраструктурі в Наталі; 11 інших осіб, залучених до плану, були заарештовані наприкінці 1985 року, під час запровадженого урядом надзвичайного стану. У вигнанні в Свазіленді, а потім у Зімбабве, Мхізе продовжував займатися медициною; часто лікував поранених учасників бойових дій з АНК. Він також продовжив свою роботу в «Умконто ве сізве», і до 1987 року був командиром підпільних осередків, які діяли в Квазулу-Наталь.
Звелі Мхізе повернувся до Південної Африки в 1991 році після того, як уряд Південної Африки скасував заборону АНК. Спочатку він працював у лікарні Темба в тодішньому Східному Трансваалі, але наприкінці 1991 року відкрив приватну медичну практику в Пітермаріцбурзі. Він разом зі своїм колегою Джейкобом Зумою став мирним посередником АНК у триваючому політичному насильстві в Квазулу-Натал: групи, пов'язані з АНК, і групи, пов'язані з Інкатою, воювали одна з одною в регіоні під час переговорів про припинення апартеїду. З 1991 по 1994 рік Мхізе також був членом Національного секретаріату охорони здоров'я АНК, якому доручили формулювати політику охорони здоров'я для ПАР після скасування апартеїду.

## Політична кар'єра після скасування апартеїду

### Провінційний уряд

#### Виконавча рада
Після перших демократичних виборів у ПАР в 1994 році Мхізе був призначений членом Виконавчої ради з питань охорони здоров'я в уряді провінції Квазулу-Наталь, однієї з двох провінцій, де АНК не отримав більшості в 1994 році. Він займав цю посаду протягом десяти років, ставши керівником служби охорони здоров'я з найдовшим терміном перебування в країні. Його перебування на посаді збіглося з піком епідемії ВІЛ/СНІДу в Південній Африці, яка була особливо серйозною в Квазулу-Наталі. За президента Табо Мбекі реакцію уряду на епідемію критикували як ненаукову, також на неї вплинуло заперечення ВІЛ/СНІДу; унаслідок цього при описі епідемії у виданні «Bhekisisa Center for Health Journalism» Мхізе часом виглядав «і героєм, і лиходієм». Мхізе відхилився від політики центрального уряду, дозволивши центру програми дослідження СНІДу проводити клінічне дослідження антиретровірусної терапії в державних клініках Квазулу-Наталя. Однак у 2001 році, коли «Treatment Action Campaign» подала до суду на уряд за те, що він не надав послуги для запобігання передачі ВІЛ від матері до дитини, Мхізе підтримав Мбекі, який виступив проти позову. Це було пов'язано з очевидним небажанням Мхізе порвати стосунки з Мбекі публічно. Пізніше, у 2016 році, Мхізе написав довгого відкритого листа Мбекі про свою політику щодо ВІЛ/СНІДу, описавши себе як «такого, що знаходився в центрі» судової битви 2001 року. Він сказав, що в той час він не погоджувався з протидією Мбекі антиретровірусним препаратам і лобіював уряд для прискорення дослідження невірапіну.
У листопаді 2004 року Мхізе був призначений відповідальним міністром з фінансів та економічного розвитку в провінції Квазулу-Наталь. Під його керівництвом уряд провінції запроваджував заходи економії, які були визнані успішними. Він також у 2004 році був призначений керівником урядових підприємств у Квазулу-Наталь, і обіймав обидві посади одночасно до 2009 року. Крім того, з 2006 року Мхізе очолював комітет політичного нагляду за чемпіонатом світу з футболу 2010 року.

### Підвищення в АНК
Після призначення відповідальним міністром, Мхізе, за повідомленнями оглядачів, утворив тісний політичний союз із Джейкобом Зумою, який став заступником президента ПАР. Мхізе обрали до Національного виконавчого комітету АНК, вищого виконавчого органу партії, на 50-й національній конференції АНК у грудні 1997 року, і переобирали до Національного виконавчого комітету АНК у 2002 та 2007 роках. Його вважали одним із головних «архітекторів» підйому Зуми до посади президента АНК у той період, Мхізе також допоміг організувати у Квазулу-Наталь приплив прихильників АНК до формального членства в партії. Мхізе також був головою підкомітету Національного виконавчого комітету АНК з питань освіти та охорони здоров'я, та був членом цільової групи АНК з національного медичного страхування. Однак його найвпомітніша роль в АНК була на провінційному рівні в Квазулу-Наталь. Працюючи генеральним казначеєм провінційного комітету АНК, він у 1999 році був обраний заступником голови провінційного комітету АНК. До та під час свого терміну на посаді фінансового керівника він вів політичну боротьби з Сібусісу Ндебеле, тодішнім прем'єр-міністром Квазулу-Наталя та провінційним головою АНК. На провінційній виборній конференції АНК у червні 2008 року Мхізе переміг і був обраний головою провінційного АНК.

### Прем'єр-міністр провінції
Як голова провінційного комітету партії Мхізе став кандидатом від АНК замість Ндебеле на посаді прем'єр-міністра Квазулу-Наталь на загальних виборах 2009 року. АНК отримав контроль над законодавчим органом Квазулу-Наталь на виборах 2009 року, і Мхізе був опосередковано обраний прем'єр-міністром, перемігши Джона Стінхейзена з опозиційного Демократичного альянсу 68 голосами проти 7. У тому ж місяці, травні 2009 року, він був призначений канцлером своєї альма-матер, яка була перезапущена як Університет Квазулу-Наталя; й він перебував на цій посаді до 2017 року.
У травні 2010 року п'ятеро чоловіків були заарештовані в Гіллкресті в Квазулу-Наталі на підставі довідки кримінальної розвідки, коли вони нібито прямували до дому Мхізе в Пітермаріцбурзі; у їх автомобілі виявлено незаконну вогнепальну зброю та боєприпаси. Вони постали перед судом у Дурбані за звинуваченнями у зброї та змові з метою вбивства. Пізніше передбачуваною жертвою був ідентифікований Мхізе. Крім того, один із чоловіків, Сізве Мхізе (не родич Звелі Мхізе), мав у своєму розпорядженні документ, який, найімовірніше, показував причетність до провінційних лідерів Тристороннього альянсу — АНК та його партнерів, Південноафриканської комуністичної партії та Конгресу південноафриканських профспілок — до змови з метою повалення Мхізе. Спецслужби ПАР розслідували цю справу, а структури Тристороннього альянсу в Квазулу-Наталь провели власне розслідування через спільну робочу групу, в якій АНК представляв Вілліс Мчуну; висновки робочої групи залишалися конфіденційними. Судова справа проти цих чоловіків була вилучена з судового списку в листопаді, коли провінція не спромоглася направити прокурора до суду. Звелі Мхізе також зустрічався з Сізве Мхізе в 2007 році, коли той стверджував, що його та іншого вбивцю найняли конкуренти Звелі Мхізе з провінції, щоб вбити його.
У травні 2012 року провінційна організація АНК Квазулу-Наталя одностайно переобрала його головою провінційного АНК. Його переобрання відбулося після незначного політичного скандалу, пов'язаного з витоком звіту розвідки, складеного Річардом Мдлулі; у доповіді говорилося, що Мхізе разом з іншими лідерами АНК збиралися скинути Зуму з посади президента АНК. Хоча Мхізе заявив, що такої змови не було, деякі засоби масової інформації заявили, що цей звіт зашкодив стосункам Мхізе з Зумою, а також популярності Мхізе в Квазулу-Наталі.

## Генеральний скарбник АНК
Звелі Мхізе був обраний національним генеральним скарбником АНК на 53-й національній конференції партії в грудні 2012 року. На виборах він переміг Пола Машатіле, набравши 2988 голосів проти 961 Машатіле, якого на конференції було переобрано президентом АНК. Ходили чутки, що він також брав участь у вербуванні бізнесмена Сиріла Рамафоси для того, щоб балотуватися на посаду заступника президента на цьому списку. Джерела повідомили виданню «Mail & Guardian», що інші лідери в Квазулу-Наталі наполягали на тому, щоб Мхізе вийшов на державну посаду не тому, що вони підтримували його, а тому, що вони прагнули змусити його залишити провінційну політику; Мхізе та його колеги спростували це твердження.
Незважаючи на те, що конституційний термін Мхізе як прем'єр-міністра Квазулу-Наталя не завершився до загальних виборів 2014 року, він пішов у відставку в серпні 2013 року, щоб повний робочий день виконувати свої обов'язки генерального скарбника АНК, щоб постійно працювати в штаб-квартирі АНК у Будинку Лутулі в Йоганнесбурзі. Термін перебування Мхізе збігся з декількома скандалами, які, здавалося, притягували адміністрацію Зуми до захоплення держави. Примітно, що незважаючи на його давній союз із Зумою, у грудні 2015 року він критично оцінив рішення Зуми звільнити Нхланхлу Нене з посади міністра фінансів, і, як повідомлялося, входив до групи лідерів АНК, які зустрілися із Зумою, щоб переконати його переглянути свої рішення. У квітні 2017 року він приєднався до інших лідерів АНК у публічній критиці наступного рішення Зуми знову змінити свій кабінет, і звільнити Правіна Гордхана з посади міністра фінансів. Між цими двома втручаннями, у листопаді 2016 року, «Sunday Times» повідомила, що спецслужби розслідують діяльність Мхізе та ще двох політиків, Гведе Манташе та Мчебісі Йонаса у зв'язку із заявою Йонаса про те, що родина мільярдерів Гупта пропонувала йому хабар і посаду в кабінеті міністрів; повідомляється, що розслідування стосувалося того, що Мхізе, Манташе та Джонас раніше не повідомили про хабар. Однак представники спецслужб заявили, що такого розслідування не було.

### Кандидатура на президента АНК 2017 року
Напередодні закінчення терміну повноважень генерального казначея в 2017 році Мхізе проводив кампанію, щоб замінити Зуму на посаді президента АНК, провівши кампанію в соціальних мережах під гаслом #AbantuBathi (на зулу буквально «люди кажуть»). Він вперше оголосив, що готовий висунути свою кандидатуру на цю посаду на початку вересня 2017 року. Мхізе, як вважають, був активним учасником «провінційної політики патронажу», і він зізнався про власну роль у мобілізації підтримки фракції, яка підтримує Зуму, у 2007 році, але під час кампанії він публічно стверджував, що для підтримки єдності АНК потрібно уникати фракційності і кампанії на основі розрізнених політичних даних.
Незважаючи на те, що фаворитами президентських перегонів були явно Рамафоса та Нкосазана Дламіні-Зума, Мхізе розглядався як можливий «компромісний вибір», альтернатива, яку могли б вважати прийнятною відповідні прихильники кожного лідера. Видання «The Business Day» повідомляло, що кандидатура Мхізе може бути схвалена Девідом Мабузою, впливовим посередником АНК у Мпумаланзі, який наполягав на «квитку єдності» замість Зуми. Також повідомлялося, що Рамафоса розглядав Мхізе як можливого напарника на посту віце-президента, але вирішив обрати жінку (Ліндіве Сісулу) замість цього. Президентська кампанія Мхізе отримала певну підтримку на рівні місцевих і регіональних відділень, особливо в Східнокапській провінції та його рідній провінції Квазулу-Наталь, але врешті-решт йому не вдалося добитися висунення будь-якої з 9 провінційних організацій, і він відмовився від своєї кандидатури на пост президента. Натомість він висунув свою кандидатуру, на які він отримав голоси від 193 місцевих відділень та однієї провінції, щоб балотуватися на посаду заступника президента АНК.
Однак, коли в грудні 2017 року почалася 54-та Національна конференція АНК, Мхізе несподівано оголосив, що він вирішив «після довгих роздумів» відмовитися від участі в президентських перегонах, і тому не братиме участь у виборах на посаду жодної з так званих «шістки» лідерських позицій в АНК. Джерела повідомили «Mail & Guardian» і «Sunday Times», що Мхізе відмовився після переговорів з Мабузою, за підсумком яких Мхізе не виступатиме проти кандидатури Мабузи на посаду заступника президента, якщо Мхізе отримає підтримку — від прихильників Мабузи та Дламіні-Зуми — для отримання посади в новому кабінеті міністрів, можливо, міністерстві фінансів, і на найвищу посаду в новому Національному виконавчому комітеті. Зрештою Мабуза був обраний заступником президента АНК, а Мхізе дійсно був переобраний до Національного виконавчого комітету з найбільшою кількістю голосів серед усіх кандидатів, 2550 голосів у 4283 бюлетенях. Мхізе заперечив, що він брав участь у укладанні угод або торгівлі посадами, заявивши, що він пішов, щоб створити єдність і зміцнити АНК. На посаді генерального казначея АНК його змінив Пол Машатіле, який невдало балотувався проти нього в 2012 році.

### Центральний уряд
Наприкінці лютого 2018 року Джейкоб Зума пішов у відставку з посади президента країни; Сиріл Рамафоса змінив його, і призначив Мхізе до свого кабінету міністром кооперативного управління та традиційних ремесел. Щоб зайняти посаду, Мхізе склав присягу в Національних зборах. Наприкінці травня 2019 року, після того як Рамафоса був обраний на повний термін після загальних виборів 2019 року, Мхізе став міністром охорони здоров'я в новому уряді. Він залишався на цій посаді до серпня 2021 року. Його початковим пріоритетом у програмі на нову посаду було завершення пропозиції щодо створення нової системи національного медичного страхування: він пообіцяв оприлюднити проєкт законопроекту про національне медичне страхування протягом перших 100 днів перебування на посаді, і він це зробив після консультацій. з громадянським суспільствомє, що призвело до підписання Договору про охорону здоров'я на президентському саміті в червні 2019 року.

#### Епідемія COVID-19
Після того, як у березні 2020 року в Південній Африці було виявлено перший випадок COVID-19, головним завданням Мхізе стало керівництво заходами країни проти поширення хвороби. Оцінки його діяльності під час епідемії були неоднозначними, але загалом позитивними; у його наголосі на заходах, підтверджених науковими доказами, його прихильно порівнювали з Манто Тшабалала-Мсімангом, який очолював заходи уряду Південної Африки у відповідь на епідемію ВІЛ/СНІДу. У квітні 2020 року Джон Стінхейзен, який на той час був лідером опозиції, сказав, що був вражений роботою Мхізе і не зробив би нічого іншого. Того ж тижня BBC описало ранню реакцію Південної Африки як «безжально ефективну», похваливши «бездумну, енергійну роботу Мхізе та його тверезі, глибоко обізнані щоденні брифінги». У грудні 2020 року «Financial Mail» назвав його «ньюсмейкером року».

#### Скандал із Digital Vibes
У першій половині 2021 року, починаючи з викриття 23 лютого, видання «Daily Maverick» опублікувало серію звітів журналіста-розслідувача Пітера-Луїса Майбурга про те, що стало відомо як скандал із «Digital Vibes». Повідомлення стосувалися державних контрактів між міністерством охорони здоров'я та комунікаційною компанією «Digital Vibes». Компанія отримала 150 мільйонів рандів від міністерства в період з січня 2020 року по лютий 2021 року на роботу над кампаніями з забезпечення національного медичного страхування та реагування на COVID-19. Вона також отримала контракт на комунікацію від міністерства кооперативного управління та традиційних справ у серпні 2018 року, через кілька місяців після того, як Мхізе став керівником цього міністерства. Деякі витрати в рахунку-фактурі «Digital Vibes», включно з виступами Мхізе у засобах масової інформації, виявилися завищеними. Більш суперечливим є те, що компанія була пов'язана з двома партнерами Мхізе: Тахерою Матер, особистим прес-секретарем Мхізе, яка працювала в ній протягом тривалого часу, і Наадгірою Мітхою, колишнім помічником особистого секретаря в міністерському офісі Мхізе. Обидва також працювали консультантами з комунікацій під час кампанії Мхізе на пост президента АНК у 2017 році. Матер і Мітха отримали вигоду від контрактів через консультаційну роботу для «Digital Vibes», і пізніше газета «Daily Maverick» виявила докази того, що Матер і Мітха «фактично контролювали» «Digital Vibes», хоча вони офіційно не були внесені до списку директорів компанії. Приблизно 90 мільйонів рандів із 150 мільйонів рандів, отриманих «Digital Vibes», були спрямовані на інші рахунки — або організаціям, створеним Матером і Мітхою, або третім сторонам, включаючи компанії та особисті рахунки найближчих родичів Матера.
Після публікації початкового повідомлення «Daily Maverick» на початку березня 2021 року міністерство охорони здоров'я призупинило контракт із «Digital Vibes». Уряд оголосив, що контракт буде розслідувано як Спеціальним слідчим підрозділом, так і зовнішнім судовим експертом, визначений відділом. Наприкінці травня Мхізе заявив, що зовнішнє розслідування виявило, що тендер і тендерний процес для контракту були невідповідними та суперечили Закону про управління державними фінансами; однак він постійно стверджував, що не брав участі в укладанні контракту, що він не отримав особистої вигоди від нього, і що Матер і Мітха не були його особистими друзями. Пізніше того тижня газета «Daily Maverick» опублікувала додаткові повідомлення, які ймовірно демонструють особистий зв'язок Мхізе з «Digital Vibes»: за даними газети, компанія оплатила роботи з технічного обслуговування нерухомості, що належить сімейній компанії Мхізе, перерахувала щонайменше 300 тисяч рандів компанії, що належить сину Мхізе, і купила його синові вживану «Toyota Land Cruiser». 9 червня президент Сиріл Рамафоса відправив Мхізе в спеціальну відпустку (фактично відсторонення), щоб він міг «брати участь у звинуваченнях і розслідуваннях» щодо контрактів «Digital Vibes».
Звіт про розслідування спецслужб було завершено в червні 2021 року. Спецслужби погодилося, що контракт було укладено неналежним чином, і рекомендувало скасувати весь контракт і зобов'язати причетних осіб повернути державі з відсотками. Було також встановлено, що поведінка Мхізе була «неналежною і, в гіршому випадку… незаконною»: існували докази того, що він чинив тиск на посадових осіб міністерства, щоб вони затвердили контракт з «Digital Vibes», і що він «прямо та опосередковано отримував винагороду від Digital Vibes», в тому числі через свого сина. На додаток до викриттів Майбурга, спецслужби виявили, що син Мхізе отримував грошові виплати від директора «Digital Vibes»; який вимагав від нього виплати приблизно 3,8 мільйона рандів. Син Мхізе, Дедані, написав у Twitter, що визнав, що отримав гроші від Матера, але заперечив, що коли-небудь отримував більше 300 тисяч рандів.

#### Відставка
Незважаючи на те, що він продовжував стверджувати, що невинний, Мхізе подав у відставку з посади міністра охорони здоров'я 5 серпня 2021 року, за кілька годин до того, як Сиріл Рамафоса мав оголосити про перестановки в кабінеті. Пізніше він заявив, що спільники Рамафоси вплинули на розслідування, намагаючись «підрізати мені крила». Станом на травень 2022 року Мхізе домагався судового перегляду звіту спецслужб, який був оприлюднений у вересні 2021 року. У той час спецслужби продовжували спроби стягнути суму контракту через цивільний судовий процес. Однак у квітні 2022 року спільний постійний комітет парламенту з питань етики та інтересів депутатів звільнив Мхізе від будь-якого незаконного конфлікту інтересів у скандалі.

### Кандидатура на президента 2022 року
У травні 2022 року, напередодні 55-ї національної конференції АНК у грудні, Мхізе оголосив, що балотуватиметься на пост президента АНК вдруге. Він сказав, що в разі обрання він надасть пріоритет партії та уряду реагувати на політичну корупцію, зокрема шляхом виконання рекомендацій Комісії Зондо. Він також визначив пріоритетну проблему, що призвела до відключення світла в Південній Африці; у зв'язку з цим він сказав, що «вугілля повинно і залишатиметься основним джерелом електроенергії в країні, а інші джерела, такі як вітер, сонце та вода, а також інші відновлювані джерела енергії відіграватимуть лише другорядну роль». Провінційна виконавча влада АНК у Квазулу-Наталі схвалила його кандидатуру. Проте постійно ходили чутки про те, що спецслужби планують порушити офіційні кримінальні звинувачення проти Мхізе у зв'язку зі скандалом із «Digital Vibes»; якби вони це зробили, правило АНК про відсторонення позбавило б його права балотуватися на будь-яких внутрішньопартійних виборах.

## Інші суперечки і скандали

### Ймовірні зв'язки з політичним насильством
Як зазначало видання «Daily Maverick», Мхізе іноді згадується як учасник політичного насильства і навіть політичних вбивств, які тривали в Квазулу-Наталі після припинення апартеїду, але ці звинувачення ніколи не були доведені чи переслідувані: «сморід від вбивств не закінчився б чіплятися за Звелі Мхізе, навіть якби звинувачення не залишилися». Повідомляється, що у вересні 2018 року будинок Мхізе у Віллоуфонтейні був обшуканий спеціальною групою, відповідальною за розслідування політичних вбивств у Квазулу-Наталі, хоча речник Мхізе заперечував, що це був обшук, описуючи його натомість як бесіду між поліцією та приватною охороною Мхізе. За даними видання «Witness», розслідування стосувалося ролі приватних охоронних компаній у політичних вбивствах, а рейд передбачав арешт одного з охоронців Мхізе та конфіскацію різної незаконної вогнепальної зброї.

### Розслідування незаконного володіння зброєю
Напередодні загальних виборів 1999 року «Інката», яка на той час була перейменована в Партію свободи Інката (IFP), публічно заявила, що Мхізе використовував підступні методи для сприяння вербування в АНК у центральній частині Квазулу-Наталя, навіть дійшовши так далеко, що пообіцяв перебіжчикам з «Інкати» зброю або амністію від прокуратури. На початку 1999 року лідер «Інкати» в центральній частині Квазулу-Наталя Девід Нтомбела звинуватив Мхізе у змові з метою його вбивства. Повідомлено, що місцевий активіст підписав афідевіт про те, що Мхізе дав йому пістолет-кулемет і сказав використати його, щоб убити Нтомбелу, а потім стверджував, що вбивство було вчинено в рамках самооборони. Однак активіст, про якого йшлося, пізніше відмовився від цієї заяви, заявивши, що Нтомбела та поліція залякували його, щоб він зробив неправдиву заяву. Невдовзі після того, як Нтомбела висунув звинувачення, мережа незалежних спостерігачів опублікувала звіт, у якому стверджувалося, що Нтомбела та інший лідер опозиції в провінції Сіфісо Нкабінде були інформаторами поліції безпеки часів апартеїду; опозиційні політики стверджували, що звіт був спробою «пропагандистської машини» АНК відвернути увагу від звинувачень проти Мхізе.
У квітні 1999 року газета «Sunday Tribune» повідомила, що спецслужби мали намір висунути звинувачення Мхізе та декільком іншим провінційним політикам, у тому числі Філіпу Пауелу з «Інкати», за ознаками політичного насильства. Мокетеді Мпше з національної прокуратури заперечив, що звинувачення точно будуть пред'явлені, але підтвердив, що Мхізе перебуває під слідством за підозрою у зберіганні зброї та змові з метою вбивства Нтомбели. АНК заявив, що співпрацюватиме з будь-яким чесним розслідуванням, але попередив, що розслідування не повинно бути причетним до впливу третьої сили, а також влада не повинна звинувачувати політиків АНК лише для того, щоб «збалансувати» звинувачення проти злочинців інших політичних сил. Чинний прем'єр Квазулу-Наталя Ліонель Мтшалі з «Інкати» відповів пропозицією створити слідчу комісію для розслідування звинувачень проти Мхізе, але не зробив цього після того, як Мхізе успішно звернувся до високого суду щодо заборони виїзду з місця проживання.
У листопаді 2003 року Мхізе заявив, що подав скаргу громадському захиснику у зв'язку з доповіддю «Sunday Tribune» за квітень 1999 року. Він натякнув, що національний директор державного обвинувачення Булелані Нгкука передав засобам масової інформації інформацію про розслідування, щоб заплямувати репутацію Мхізе. У той час національний орган прокуратури повідомило, що розслідування 1999 року було розпочато південноафриканською поліцейською службою та передано до прокуратури, але Мпше, тодішній директор прокуратури Квазулу-Наталя, відмовився проводити розслідування щодо Мхізе через відсутність доказів.

### Сіфісо Нкабінде
У січні 1999 року активіст Об'єднаного демократичного руху (UDM) у Квазулу-Наталі Сіфісо Нкабінде був застрелений у Річмонді в Квазулу-Наталі невідомими озброєними людьми, які, очевидно, мали зброю, викрадену з поліцейської дільниці Пітермаріцбурга. Пізніше того ж тижня, мабуть у відповідь, Мхізе потрапив у засідку, влаштовану озброєними людьми, коли їхав у конвої АНК з Бекі Челе. У наступні роки кілька чоловіків, багато з яких були пов'язані з місцевим АНК, були звинувачені та засуджені за вбивство Нкабінде. В одному з цих судових процесів у 2000 році Мхізе був причетний до вбивства одним із обвинувачених, Сібусісо Брюсом Млонго, який раніше був охоронцем Мхізе. Млонго сказав, що Мхізе брав участь у плануванні вбивства і запропонував винагороду в 200 тисяч рандів за його виконання. Однак під час перехресного допиту він визнав, що його свідчення були чутками, оскільки він не спілкувався безпосередньо з Мхізе, а лише чув про його участь від своїх однодумців.
Мхізе попросили дати свідчення в суді в березні 2001 року, але замість цього він виклав свою історію в свідченнях під присягою. Він заперечував будь-яку причетність до вбивства і заявив, що не змовлявся вбити Нкабінде і не пропонував винагороду його вбивцям. Дійсно, він сказав, що молоді члени АНК часто зверталися до нього з проханням отримати зброю, щоб націлити на Нкабінде та інших опозиційних політиків у відповідь на попередні напади на членів АНК, але він відмовився від цих запитів. Він сказав, що до нього звернулися щодо вбивства Нкабінде лише після того, як воно сталося, коли злочинці підійшли до нього з проханням заплатити.
У 2008 році Мхізе успішно подав до суду на «Media24» за наклеп після того, як одне з видань, «City Press», повідомило в статті 2007 року, що Мхлонго «розповів суду, що Мхізе пообіцяв йому тисячі рандів в обмін на вбивство Нкабінде». Мхізе сказав, і високий суд погодився з цим, що це вводить в оману, оскільки заява Мхлонго була чутками. «City Press» виплатила Мхізе 150 тисяч рандів відшкодування збитків, і опублікувала вибачення.

### Бабіта Деокаран
У 2021 році Мхізе був причетний до резонансного вбивства Бабіти Деокаран, та був одним із підозрюваних у скоєнні вбивства. Деокаран була співробітницею департаменту охорони здоров'я провінції Гаутенг, і на момент її смерті була інформатором і ключовим свідком у поточному розслідуванні спецслужб щодо корупції із засобами індивідуального захисту під час епідемії COVID-19; її вбили біля її дому на півдні Йоганнесбурга в серпні 2021 року. Факамані Хадебе та 5 інших чоловіків були звинувачені у вбивстві, і під час затримання Хадебе зізнався, що вбив Деокаран в обмін на виплату 400 тисяч рандів від Мхізе та його молодшого брата. Під час слухання про звільнення під заставу в листопаді 2021 року Хадебе сказав, що він насправді ніколи не зустрічався з Мхізе, і що зробив зізнання під сильним тиском і хотів відмовитися від нього. У своїй заяві Мхізе сказав, що він «не має абсолютно ніякого відношення до [вбивства], ані до передбачуваних порушень у закупівлях, які, як вважають, стали його причиною». Пізніше того тижня прокурор у справі вказав, що Мхізе може бути підозрюваним або свідком у справі, але влада не повідомила про подальше розслідування його ймовірної ролі станом на квітень 2022 року.

### Контакт з Кхвезі
У 2017 році журналістка Реді Тлхабі стверджувала у своїй книзі «Кхвезі», що Мхізе намагалася переконати Фезекіле Кузвайо (найвідоміша як Кхвезі) зняти з Зуми звинувачення у зґвалтуванні в 2005 році. Мхізе, як і Зума, знав Кхвезі та її родину у вигнанні. Принаймні двоє колишніх політиків АНК підтвердили твердження Тлхабі: Вітджі Ментор сказав, що Мхізе був «помічником» Зуми під час судового процесу, а Мбхазіма Шилова сказав, що «роль Мхізе у справі Кхвезі добре задокументована». У своїй заяві Мхізе надав детальний опис цієї історії зі своєї точки зору, заперечуючи, що він використовував довіру Кхвезі до нього.

### Позики дружині
У 2006 році дружина Мхізе отримала позику в розмірі 11,8 мільйона рандів від державної фінансової корпорації «Ithala Development Finance Corporation», яка на той час перебувала під політичною опікою Мхізе як фінансова компанія виконавчої ради провінції з фінансів та економічного розвитку. Вона використала кредит, щоб купити ферму поблизу Пітермаріцбурга. Мхізе заперечив звинувачення в тому, що він неправомірно вплинув на рішення про надання позики, заявивши, що його дружина була «професіоналом і бізнес-леді, яка сама по собі має справи з іншими фінансовими установами».
У 2018 році «Noseweek» повідомляв, що в 2008 році казначейство Квазулу-Наталя уклало з бізнесменом Протусом Сокелою договір оренди нерухомості на 10,9 мільйона рандів у той самий період, коли Сокела надав дві безвідсоткові позики на загальну суму 2 мільйони рандів компанії, чия єдиним власником була дружина Мхізе. На момент підписання угоди Мхізе був фінансовим уповноваженим провіції, що, на думку «Noseweek», означало конфлікт інтересів. Мхізе заперечував будь-які правопорушення. Пізніше Сокела був замішаний у скандалі з «Digital Vibes», і «Daily Maverick» стверджувала, що деякі державні кошти, сплачені «Digital Vibes», були використані для здійснення платежів за позикою дружини Мхізе в «Ithala».

### Чартерний літак
У листопаді 2013 року відбувся невеликий скандал, розпалений опозиційним Демократичним альянсом, коли з'ясувалося, що Мхізе зафрахтував 45 літаків і гелікоптерів у період з 2010 по 2013 рік, вартістю 1,2 мільйона рандів за державний кошт. П'ять із цих рейсів були зафрахтовані, щоб Мхізе, який на той час був прем'єр-міністром провінції, міг бути присутнім на весіллях чи похоронах. Речник Мхізе сказав, що польоти були законним використанням державних коштів, оскільки Мхізе був запрошений на заходи як прем'єр-міністр. Зрештою Мхізе сказав, що він погасить витрати на авіарейси, якщо про це попросить чинний прем'єр-міністр, відповідь, яку «Business Day» описав як «роззброєння» його критиків.

### Державна інвестиційна корпорація
Після того, як Мхізе був генеральним казначеєм АНК, газети повідомили про два окремі випадки, у яких Мхізе нібито зловживав своїм політичним впливом, обіймаючи цю посаду. Обидва інциденти стосувалися Корпорації державних інвестицій (PIC). У першому випадку в 2018 році газета «Sunday Times» повідомила, що Мхізе, ймовірно, заробив 4,5 мільйона рандів відкату за сприяння позиці на 210 мільйонів рандів від Корпорації державних інвестицій нафтовій компанії. У другому випадку в 2019 році колишній голова Корпорації державних інвестицій, даючи свідчення під час публічного розслідування щодо політичного втручання в корпорацію, стверджував, що Мхізе тиснув на нього, щоб він попросив бенефіціарів корпорації зробити пожертви на політичну подію АНК. Мхізе спростував обидва повідомлення, і вони не були перевірені в суді.

## Особисте життя
Мхізе одружений на Мей Машего, з якою він познайомився підлітком у школі Длангезва. Вона вчилася в медичній школі разом з Мхізе, та є лікарем і бізнес-леді. Разом вони мають двох дочок, Наледі та Нокулінду, і сина Дедані. Мхізе має садибу у Вілловфонтейні, місці його народження в Квазулу-Наталі, і сказав, що після виходу на пенсію він має бажання займатися скотарством.